# قزل‌اوبا (آتیراو)
قزل‌اوبا (قزاقی: Қызылоба) یک منطقه مسکونی در قزاقستان است که در استان آتیرائو واقع شده‌است.